# Бисерть
Бисе́рть — посёлок городского типа в Нижнесергинском районе Свердловской области России, административный центр Бисертского муниципального округа.

## Географическое положение
Бисерть расположена в 95 километрах (по автодороге в 100 километрах) к западу от города Екатеринбурга. Через посёлок протекает река Бисерть (правый приток Уфы), на которой образован Бисертский пруд. Река Бисерть принимает в черте посёлка и в его окрестностях множество рек-притоков: Мельничную, Каменку, Смолянку и другие. В южной части посёлка Бисерть с запада на восток проходят автодорога Пермь — Екатеринбург и железнодорожная магистраль Москва — Казань — Екатеринбург. В Бисерти расположена станция Бисертский Завод Ижевского региона Горьковской железной дороги.

## История
В 1735-36 годах на реке Бисерти была основана Бисертская крепость для защиты от бунтовавших башкир. Чиновники считают 1735 год датой основания Бисерти, однако эта крепость стояла в другом месте — там сейчас расположено село Афанасьевское. А ближайшей к Бисерти крепостью была Киргишанская — ныне село Киргишаны.
В 1741 году Акинфий Никитич Демидов купил землю на реке Бисерти. Здесь возникла мельница. В 1759 года Григорий Акинфиевич Демидов подал прошение о строительстве на мельничной плотине Бисертского железоделательного завода. В 1761 году начались работы. Для строительства завода сюда пригнали 20 крепостных крестьян Г. А. Демидова из Соликамска. 16 (5) ноября 1761 года на Бисертском железоделательном заводе пустили первый молот. Этот день считается датой основания завода, который дал начало посёлку. Чугун сюда перевозили с Уткинского завода (ныне посёлок Староуткинск).
Во время Крестьянской войны 1 января 1774 года отряд Белобородова без боя занял Бисертский завод. Повстанцы его разграбили, некоторые жители погибли, а часть ушла вместе с бунтовщиками. Завод не работал два года. 30 апреля 1802 года — прорвало плотину. Вода смыла заготовленный уголь, разрушила несколько строений и домов.
В 1808 году Пётр Григорьевич Демидов продал свои заводы, включая Бисертский, коллежскому асессору купцу 1-й гильдии Алексею Васильевичу Зеленцову. Он стал перевозить чугун не с Уткинского, а с Ревдинского завода, а также провёл реконструкцию предприятия.
В июне 1918 года открылось железнодорожное сообщение, и пошли первые поезда от Дружинино до Бисерти. В 1918-19 годах власть переходила к колчаковцам. Позже в Бисерти поставили памятник на братской могиле 93 красногвардейцев, замученных белыми в 1918 году.
С 1923 года Бисерть административно подчинялась Екатеринбургскому округу Уральской области. В это время был образован Бисертский район с центром в посёлке Бисерть. В 1929—1930 годах в Бисерти работал землемером Леонид Ильич Брежнев.
В 1929—1930 годах в Бисерти и окрестностях возникли первые колхозы: «Трактор», «Пролетарий», «Память Ильича» и другие. В 1956 году бывшие колхозы объединили в совхоз «Бисертский».
В 1942 году Бисерть стала рабочим посёлком. В 1944—1959 годах была центром Бисертского района.
В годы Великой Отечественной войны 529 жителей Бисерти сложили свои головы на полях сражений. В память о погибших на площади Победы установили обелиск. Предприятия посёлка переориентировались для работы на фронт в основном по выпуску капсульной втулки (это был завод № 520). Каждый десятый артиллерийский выстрел на этой войне был произведён с помощью капсульной втулки из Бисерти.
В 1946 году предприятие переименовали в Бисертский завод сельскохозяйственного машиностроения (БЗСХМ). Здесь стали выпускать различные бытовые изделия. Их разнообразие впечатляет: фитинги для соединения труб, сковороды, чугунки, печные задвижки, каминные дверки, жаровые утюги, банные колоды, плиты, вёдра для мусора, мебель, игрушки, болотная фреза и многое другое. Производили даже отопительные аппараты на жидком, газовом и твёрдом топливе и вязальные машины «Бисерть». Продолжался и выпуск капсульных втулок, а также корпусов авиабомб разного калибра.
13 сентября 1996 года по результатам местного референдума Постановлением Правительства Свердловской области № 784-п на территории Нижнесергинского района было образовано Бисертское муниципальное образование со статусом посёлка. 10 ноября 1996 года муниципальное образование включено в государственный реестр муниципальных образований Свердловской области.
21 июля 2004 года Областным законом № 34-03 «Об установлении границ муниципального образования Бисертское и наделения его статусом городского округа» установлены границы муниципального образования, наделённого статусом городского округа. 9 июня 2005 года решением Думы муниципального образования Бисертское № 18 утверждён устав Бисертского городского округа.
В 2012 году при настоятеле иерее Андрея Федореева начались работы по возведению деревянного храма во имя святого преподобного Серафима Саровского. В середине лета 2012 года начался монтаж фундамента и постройка цокольного этажа. В конце 2014 года завершён монтаж сруба. В марте 2015 года состоялось освящение и водружение креста на центральный купол.
С 1 октября 2017 года согласно областному закону N 35-ОЗ статус Бисерти изменён с рабочего посёлка на посёлок городского типа (без уточнения).

## Население
| 1959   | 1970    | 1979    | 1989    | 2002    | 2009    | 2010    |
| ------ | ------- | ------- | ------- | ------- | ------- | ------- |
| 11 573 | ↗13 181 | ↘11 671 | ↗12 646 | ↘11 262 | ↘10 673 | ↘10 233 |
| 2012   | 2013    | 2014    | 2015    | 2016    | 2017    | 2018    |
| ↘9996  | ↘9900   | ↘9825   | ↘9814   | ↘9650   | ↘9626   | ↘9574   |
| 2019   | 2020    | 2021    | 2023    |         |         |         |
| ↘9521  | ↗9533   | ↘9365   | ↘9245   |         |         |         |

## Религия

### Успенская церковь
В 1787 году была построена деревянная, однопрестольная церковь, которая была освящена в честь Рождества Христова. После постройки стала приписной и была освящена в честь Успения Пресвятой Богородицы. Богослужение прекратилось в 1929 году, в 1930 году была закрыта, а в советское время снесена.

### Христорождественская церковь
В 1889 году была построена каменная однопрестольная церковь, которая была освящена в честь Рождества Христова.
Церковь была закрыта в 1938 году, а в советское время снесена.

### Рождество-Богородицкая единоверческая церковь
В 1850 году была построена единоверческая церковь, деревянная, однопрестольная, которая была освящена в честь Рождества Пресвятой Богородицы 28 мая 1854 года. Церковь была закрыта в 1930-е годы, а в советское время была снесена. В 1990 году во имя преподобного Серафима Саровского был открыт деревянный, однопрестольный молитвенный дом.